# Južni Mbundu (R.10) jezici
Južni Mbundu (R.10) jezici, podskupina od (4) nigersko-kongoanska jezika iz Angole i susjedne Namibije, koja čini dio šire skupine centralnih bantu jezika u zoni R. Predstavnici su: 
- ndombe ili dombe[ndq], 22.300 (2000);
- nkhumbi ili nkumbi [khu], 150,000 u Angoli (1996 UBS) i nešto u Namibiji, oko 100;
- nyaneka ili lunyaneka [nyk], 300.000 (1996 UBS);
- umbundu [umb], 4.000.000 u Angoli (1995 WA), oko 2.800 u namibiji.

## Vanjske poveznice
- Ethnologue (14th)
- Ethnologue (15th)